# Inia araguaiaensis
Inia araguaiaensis, comumente conhecido como boto-do-araguaia ou boto-araguaiano, é uma espécie de mamífero cetáceo pertencente à família Delphinidae. É um dos quatro representantes do gênero Inia, sendo encontrado na bacia do rio Araguaia e descrita pela primeira vez em 2014.